# 马卡里奥斯大道

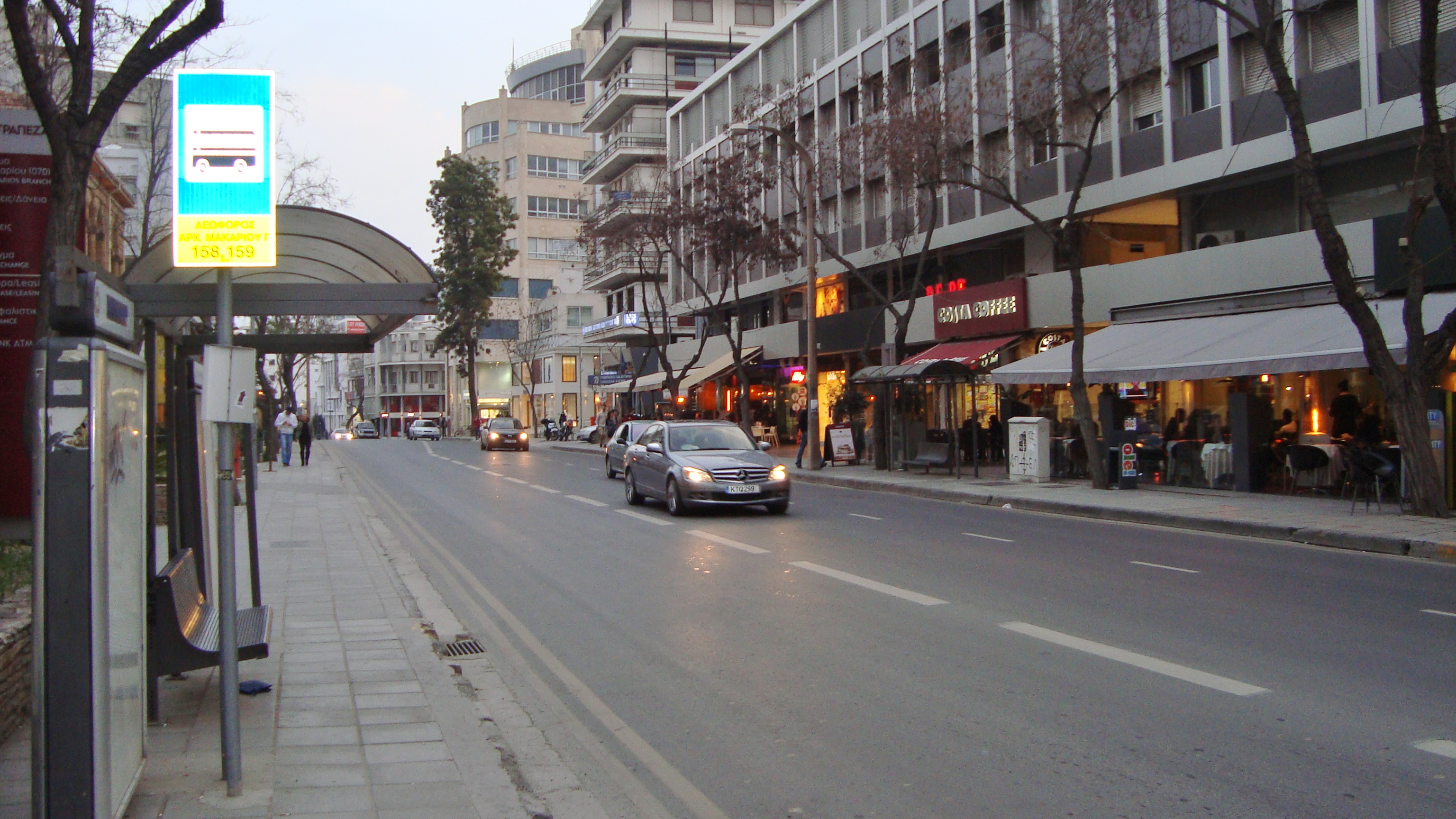
马卡里奥斯大道

马卡里奥斯大道（希臘語：Λεωφόρος Αρχιεπισκόπου Μακαρείου 'Γ）是塞浦路斯尼科西亚市中心的一条大道，长2（1.2英里），开始于 Evagoras 大道，止于 Aglandjia 大道，与Stasikratous 街和Themistokli Dervi 大道平行。马卡里奥斯大道以首任塞浦路斯总统马卡里奥斯三世命名。在殖民时期，马卡里奥斯大道名为 Pluto 街，为通往利马索尔的主要道路，两边排列着住宅建筑，如建于1928年的 Lyssiotis Mansion ，现在是塞浦路斯希腊国家银行总部。该区现已演变为商业区，许多原有建筑被拆除，改建商店或写字楼。马卡里奥斯大道拥有数以百计的各种时尚店，精品店，高档国际百货公司和市中心最大的百货公司城市广场，还有尼科西亚市中心最大的商业廊Galaxias Arcade，包括从酒吧、餐厅到发廊的各项设施。

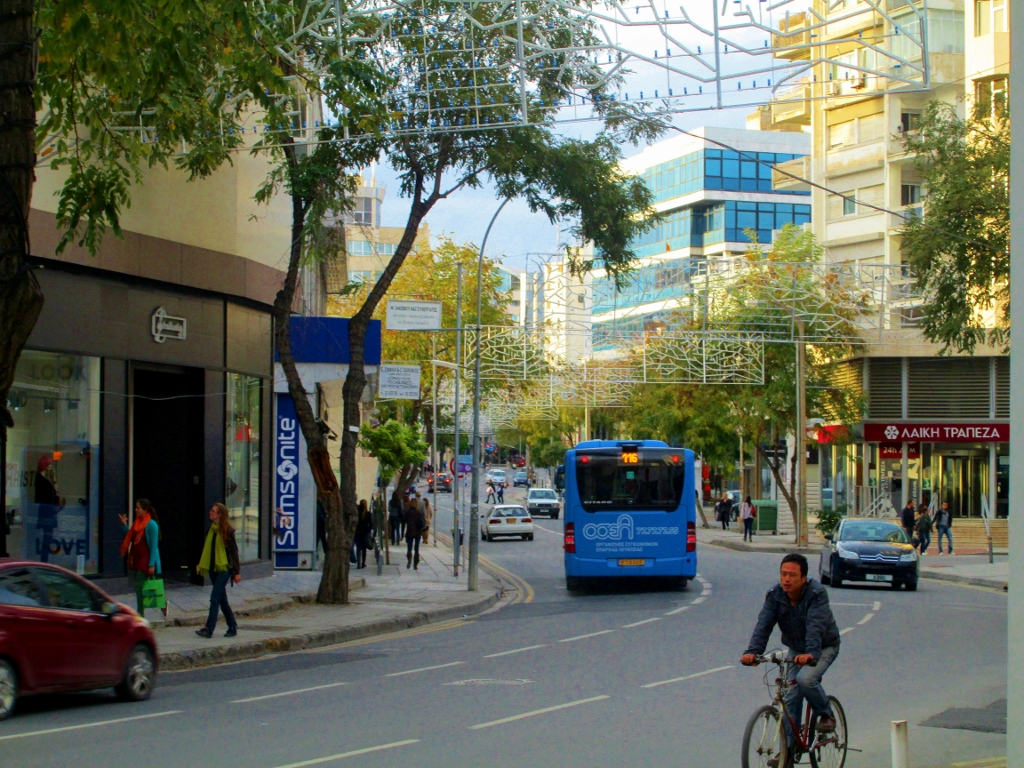
马卡里奥斯大道
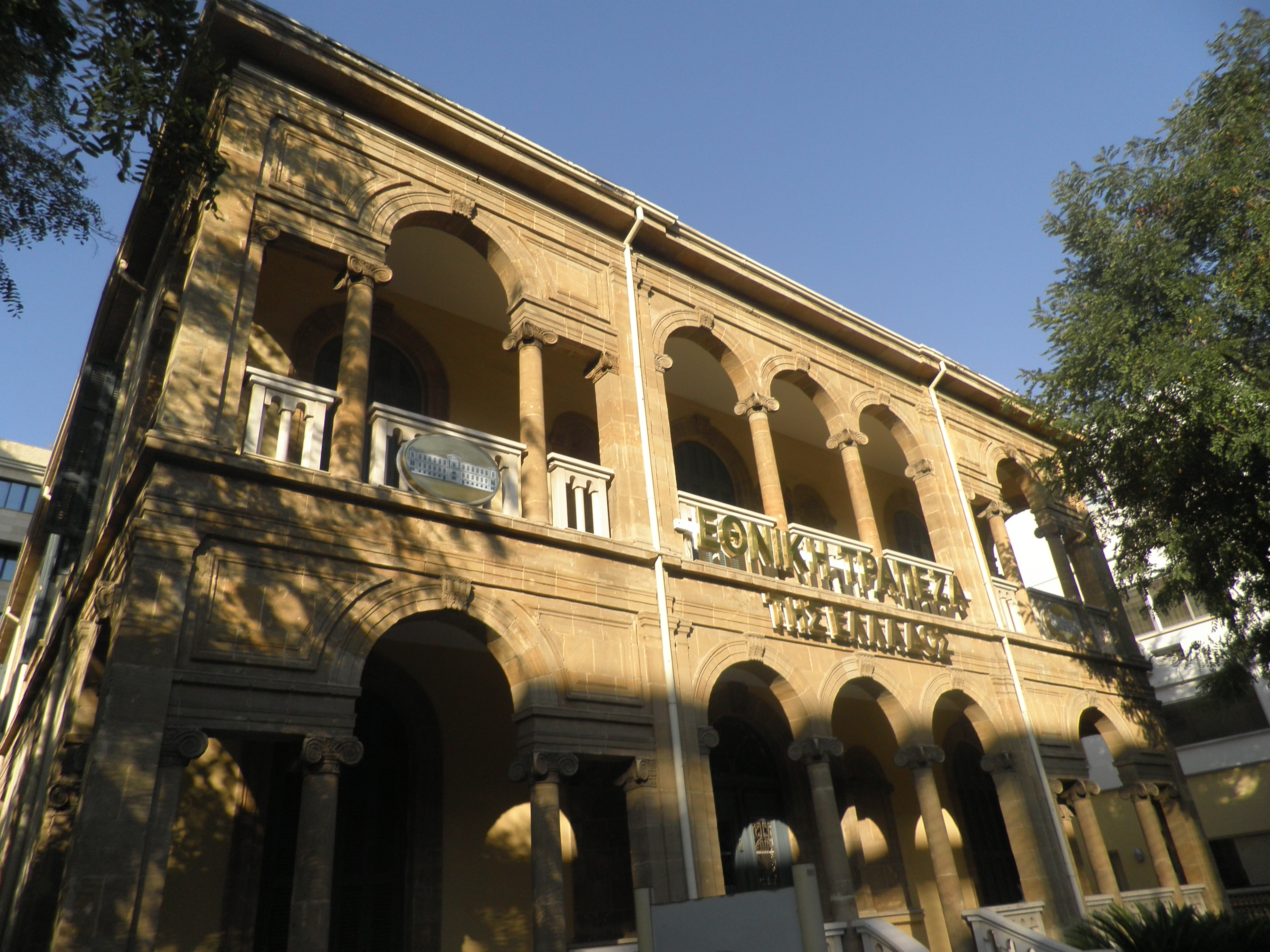
希腊国家银行
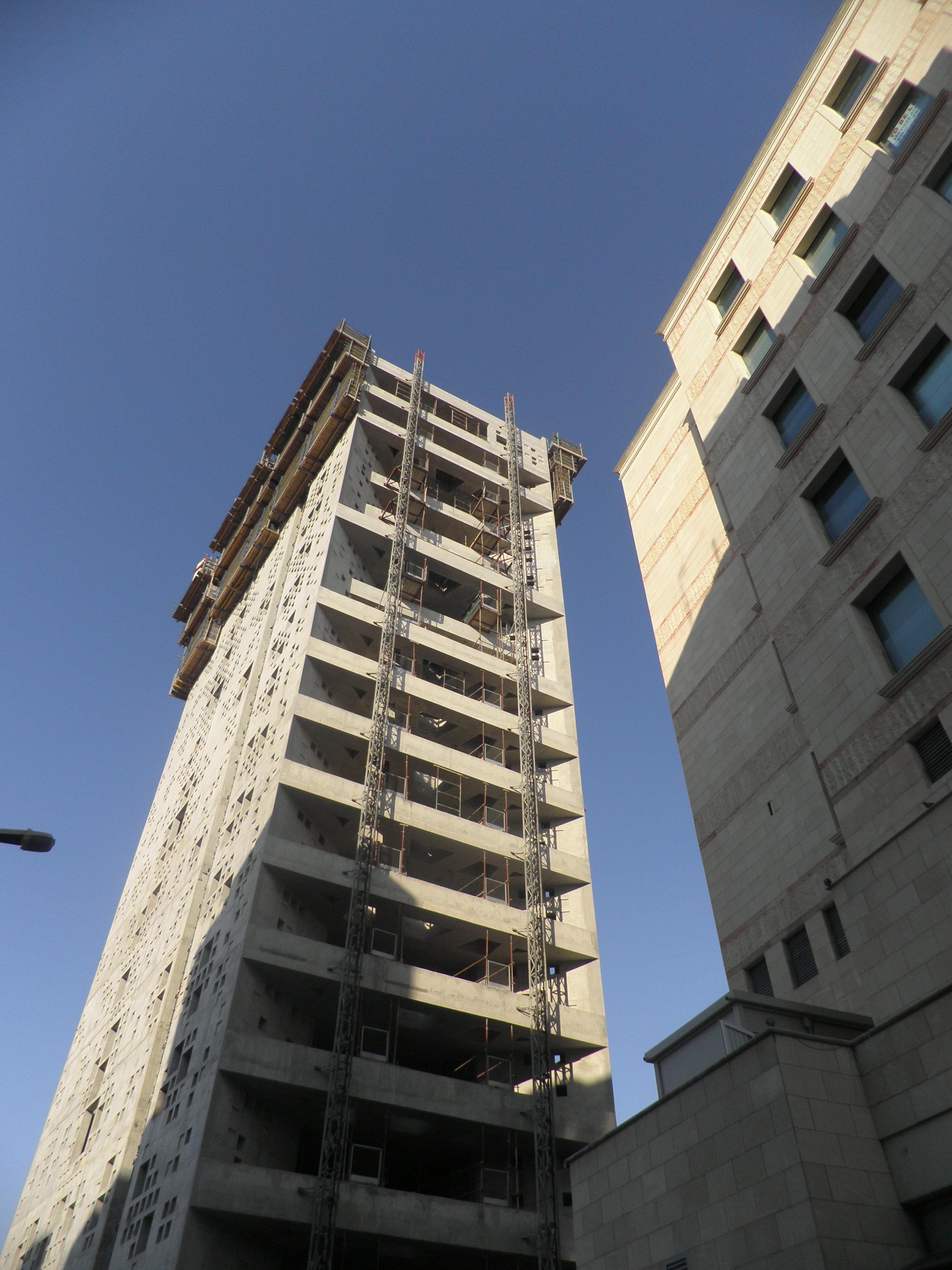
马卡里奥斯大道的高层建筑
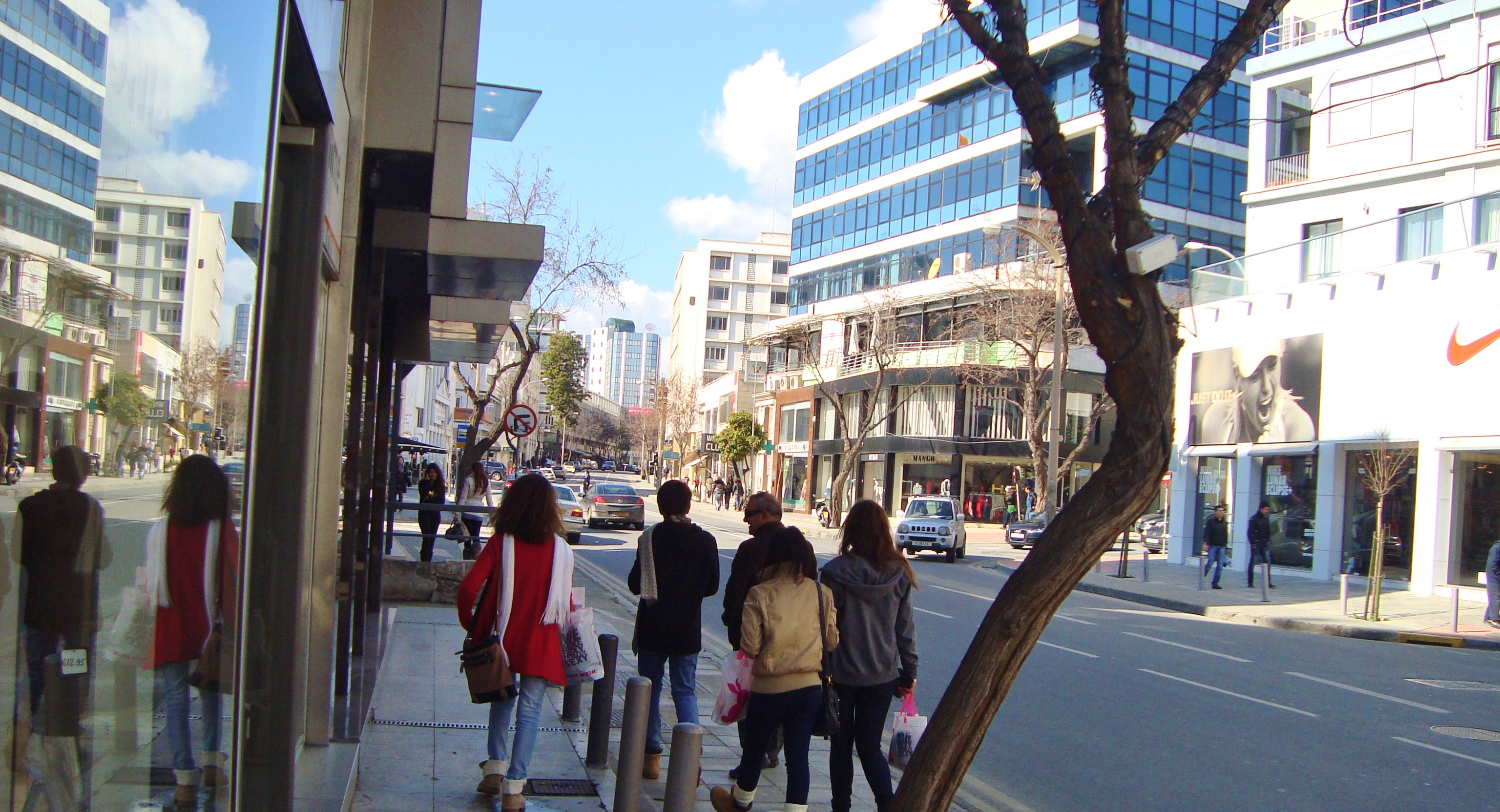
马卡里奥斯大道
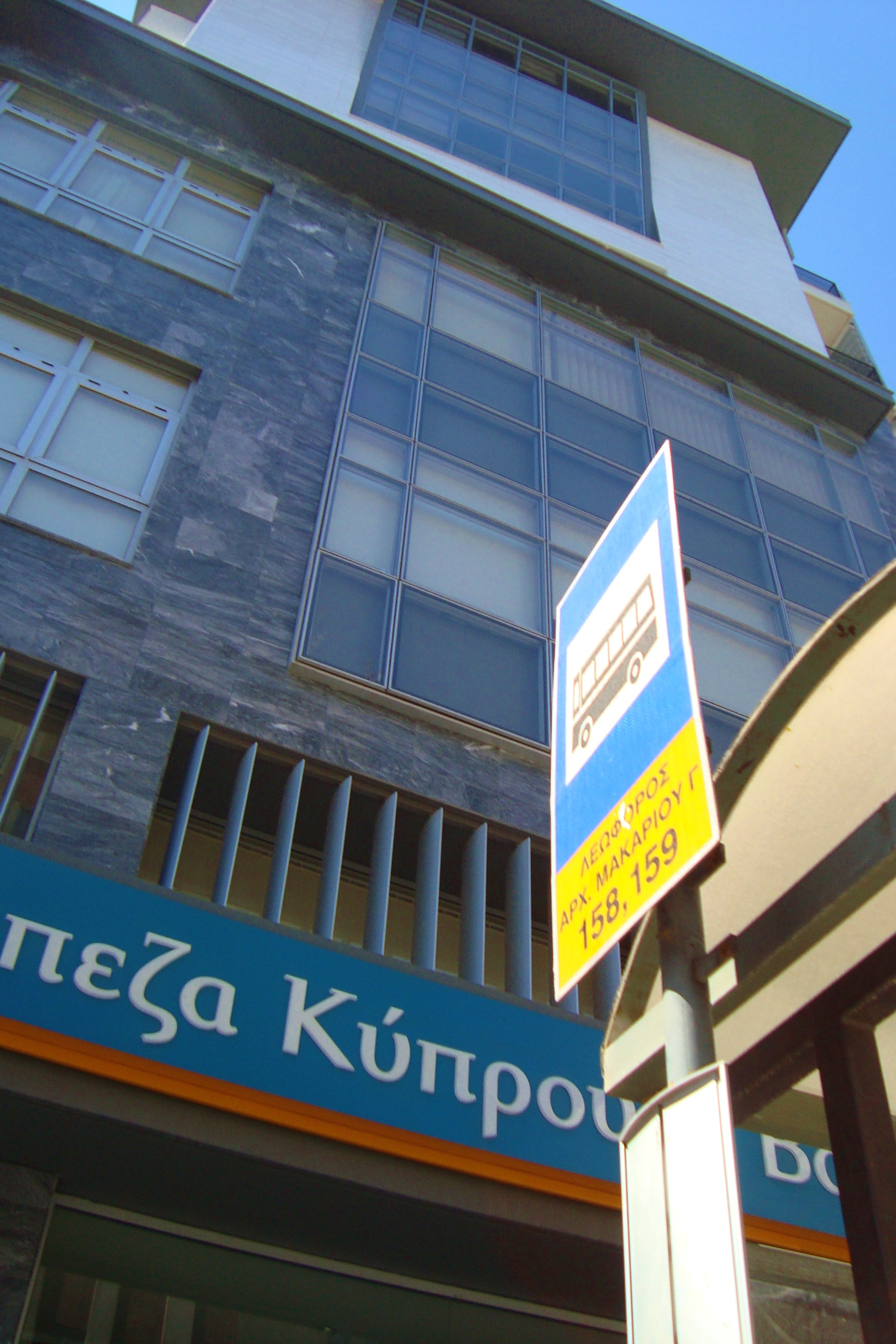
马卡里奥斯大道的公交站台
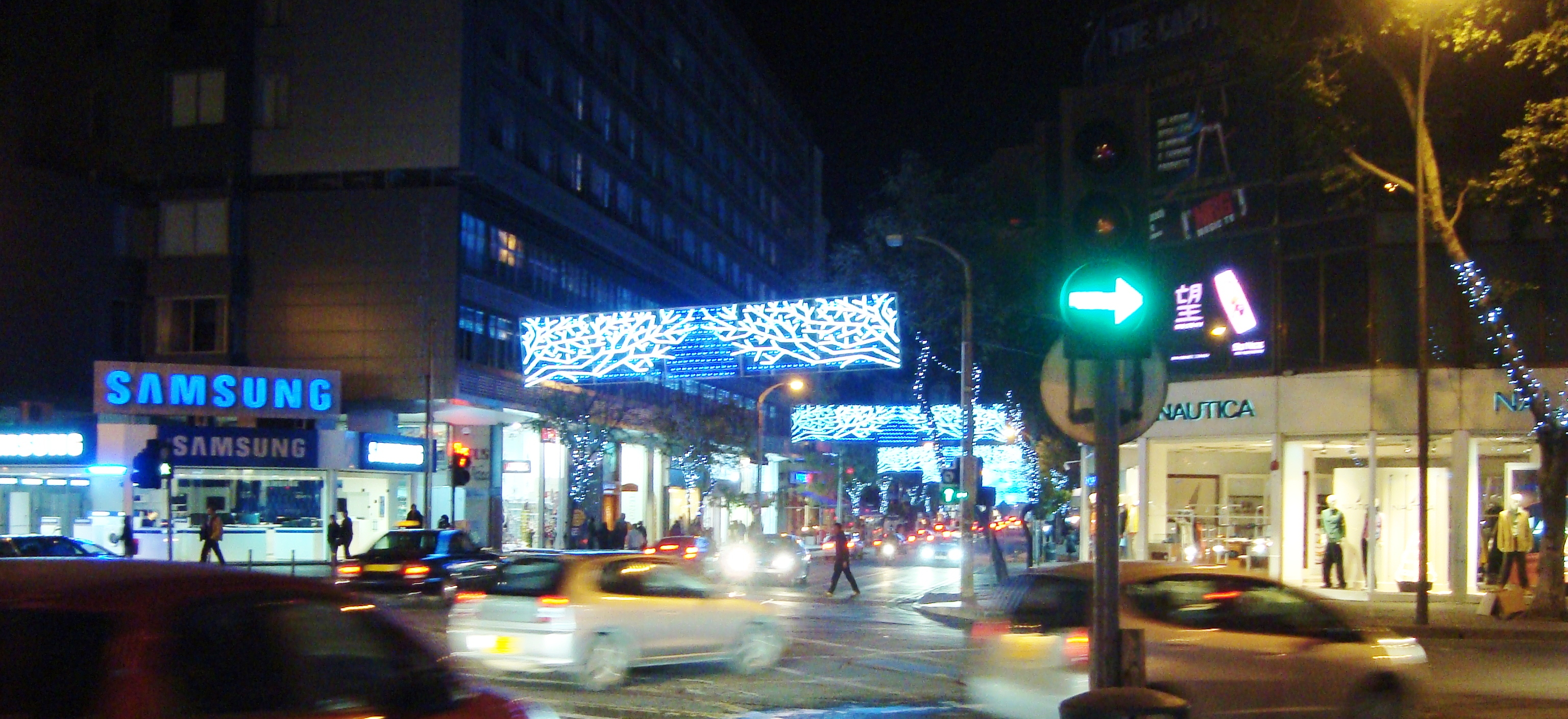
圣诞夜的马卡里奥斯大道